# 미하일 프로호로프

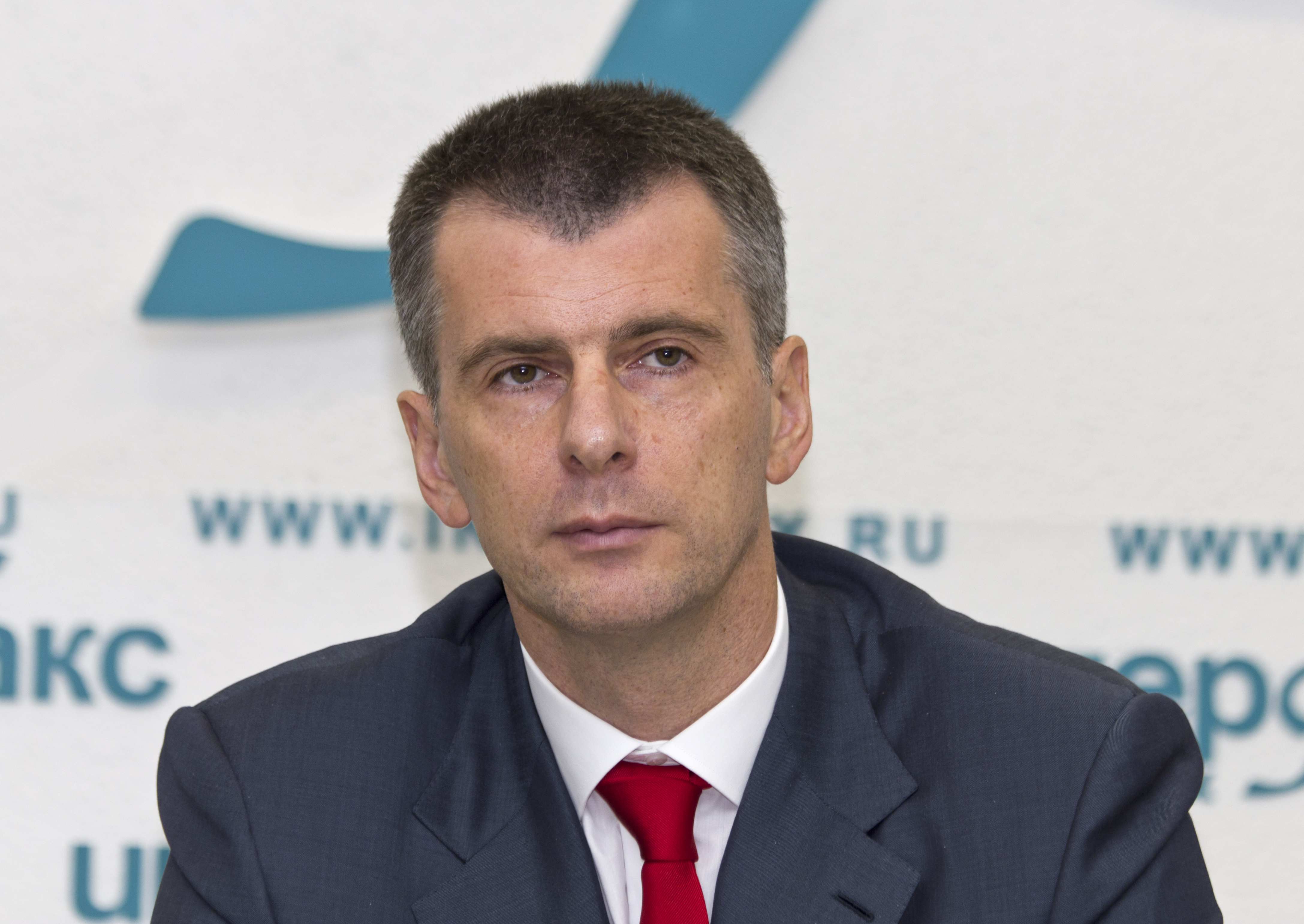
미하일 프로호로프(2013년 모스크바).

미하일 드미트리예비치 프로호로프(러시아어: Михаи́л Дми́триевич Про́хоров, 1965년 5월 3일 ~ )는 러시아의 기업인이자 뉴저지 네츠의 구단주로 세계 최대의 니켈 생산 기업 노르니켈의 전 사장이자 오넥심 그룹의 현 사장으로 재산은 134억 달러로 러시아에서 2위, 세계에서 34위 부자이다.
모스크바 출생으로 1989년 재정 아카데미를 우수한 성적으로 졸업하고 모스크바 금융 연구소에서 일했다. 1989년 ~ 1992년에는 국제 금융 회사 MFK의 책임자로 일했고 1993년 공산주의 몰락 이후 여러 기업들이 민영화되자 노르니켈를 인수했다.
이후 노르니켈를 세계 최대의 천연 자원 기업으로 성장시켰는데 처음에는 금광 개발을 하다가 후에 니켈 개발로 바꿨다. 2007년 2월 노르니켈 사장직을 사임하고 동업자 블라디미르 포타닌으로부터 자산 분리를 선언했으며 2007년 5월 자산 170억 달러를 이용해 민간 투자 기업 오넥심 그룹을 세웠다.
그리고 노르니켈는 올레크 데리파스카와 미국의 RUSAL에 매각한 뒤 각종 다른 사업에도 진출했는데 2004년 미하일 프로호로프 재단을 세워 스포츠와 예술을 후원했고 2009년 9월 미국의 농구팀 뉴저지 네츠의 구단주가 되었다.
2006년 8월 8일 블라디미르 푸틴 대통령으로부터 국가 명예 훈장을 수여받았고 2008년 금융 위기 중에서도 상당히 적은 재산 손실을 보았다.
2012년 프로호로프는 러시아 대선에 출마하여, 7.78%의 득표를 기록했다. 이후 2013년부터 2015년까지 시민 연단의 대표로 활동하였다.

## 역대 선거 결과
| 선거명      | 직책명          | 대수 | 정당   | 득표율 | 득표수      | 결과 | 당락 |
| ----------- | --------------- | ---- | ------ | ------ | ----------- | ---- | ---- |
| 2012년 선거 | 러시아의 대통령 | 4대  | 무소속 | 7.98%  | 5,722,508표 | 3위  | 낙선 |